# Раша Плаовић
Радомир Раша Плаовић (Уб, 20. фебруар 1899 — Београд, 29. октобар 1977) био је српски глумац, позоришни редитељ, писац позоришних текстова, теоретичар и позоришни педагог.

## Биографија
Рођен у Убу 7. фебруара 1899. године, где је завршио основну школу и гимназију. Дипломирао је на Филозофском и Грађевинском факултету у Београду. Рано је почео да се бави глумом (још као студент био је ангажован у Народном позоришту) и то је определило његов живот без обзира на његово образовање.
Радомир Раша Плаовић је био позоришни глумац. На сцени Народног позоришта се први пут појавио у улози Првог момка у Драгашевићевом комаду Хајдук Вељко 1. фебруара 1921. године, а стални члан Националног театра постао је 1922. године. Раша Плаовић је важио за изванредно надареног глумца, једног од најистакнутијих домаћих позоришних уметника који је снажно утицао на развој позоришта у Србији. Првак Драме, редитељ, а једно време и директор Драме, представама је приступао с дубоким емоционалним, психолошким и интелектуалним понирањем у ликове које је играо. У његове најважније улоге убрајају се Хамлет, Антонио у Јулију Цезару, Јаго у Отелу, Хенрик IV, Леоне у Господи Глембајевима, Митке у Коштани и др.
Једно време био је професор на Факултету драмских уметности у Београду. Његови најпознатији ученици били су Љуба Тадић и Петар Банићевић. Поред педагошког рада на Факултету драмских уметности у Београду, педагогијом се бавио и на Музичкој академији у Београду. Објавио је више драма као и неколико књига посвећених глуми режији и рецитовању. Драме су му извођене у позориштима у Београду, Нишу, Новом Саду, Панчеву, Призрену, Вршцу, Крагујевцу, Сремској Митровици, Зрењанину, Прокупљу, Сомбору, Крушевцу, Приштини, Врању, Зајечару и Суботици у периоду од 1938. до 1961. године.
Преминуо је у Београду 29. октобра 1977. године.

## Признања
- Данас његово име носи сцена Народног позоришта у Београду,
- Аматерско позориште у Убу, и
- награда Раша Плаовић намењена најбољем позоришном глумцу у Србији, која се додељује сваке године.

## Филмографија
Био је позоришни глумац, а у своју уметничку биографију уписао је и неколико филмова.
| Год.     | Назив                  | Улога   |
| -------- | ---------------------- | ------- |
| 1950.-те |                        |         |
| 1951.    | Његош (кратки филм)    |         |
| 1953.    | Циганка                | Митке   |
| 1953.    | Општинско дете         | Владика |
| 1955.    | Лажни цар              | Кнез    |
| 1957.    | Крвава кошуља          |         |
| 1958.    | Случај у трамвају (ТВ) | Инжењер |
| 1960.-те |                        |         |
| 1966.    | Балада о повратку (ТВ) |         |
| 1967.    | Седам Хамлета (серија) |         |
| 1969.    | Умукли дефови (ТВ)     |         |
| 1970.-те |                        |         |
| 1972.    | Стефан Дечански (ТВ)   |         |
| 1975.    | Сведоци оптужбе (ТВ)   |         |